# Zarudnya interstitialis
Zarudnya interstitialis är en insektsart som beskrevs av Melichar 1902. Zarudnya interstitialis ingår i släktet Zarudnya och familjen Flatidae. Inga underarter finns listade i Catalogue of Life.